# الزلال، استان الجموم
الزلال (به عربی: الزلال) یک منطقهٔ مسکونی در عربستان سعودی است که در استان مکه واقع شده‌است.